# Gothic II
Gothic II är ett datorrollspel utvecklat av Piranha Bytes och utgivet av Jowood Entertainment 2002.